# 14e Grammy Awards
De veertiende editie van de jaarlijkse uitreiking van de Grammy Awards vond plaats op 14 maart 1972 in New York. De tv-uitzending werd verzorgd door ABC en gepresenteerd door Andy Williams.
Tijdens de tv-uitzending werden slechts zestien van de 44 Grammy's uitgereikt; de resterende 28 werden overhandigd tijdens lokale Grammy-gala's in Chicago, Nashville, Atlanta en Los Angeles (alle op dezelfde avond als het tv-gala), en tijdens een feest in New York na afloop van de tv-uitzending.
Zangeres Carole King en de muziek uit Shaft waren de grote winnaars van de avond. Het album Tapestry, het doorbraakalbum van King in de VS, leverde in totaal zes Grammy Awards op. King won Record of the Year, Song of the Year en Album of the Year voor respectievelijk It's Too Late, You've got a friend en Tapestry. Verder kreeg Carole een Grammy in de categorie Best Pop Vocal Performance. Bovendien kregen twee artiesten een Grammy voor een uitvoering van een van haar nummers: James Taylor voor zijn versie van You've Got A Friend en Quincy Jones voor zijn versie van Smackwater Jack; twee nummers die oorspronkelijk op Tapestry stonden.
De muziek uit de film Shaft won drie Grammy's. Twee voor componist en uitvoerende Isaac Hayes en een voor de opnametechnici.
Een aantal artiesten won twee prijzen: countryzanger Charley Pride, producer Lou Adler, jazzmusicus Bill Evans en pianist Vladimir Horowitz. 
Een opvallende Grammy was er voor Martin Luther King, die vier jaar na zijn dood een prijs kreeg in de categorie Gesproken Woord. 
De countryhit Help Me Make It Through The Night won twee Grammy's; een voor zangeres Sammi Smith en een voor componist Kris Kristofferson. In de R&B-categorie won Bridge Over Troubled Water in de uitvoering van Aretha Franklin. Een jaar eerder had het nummer nog een aantal Grammy Awards gewonnen in z'n originele uitvoering van Simon & Garfunkel.

## Winnaars

### Algemeen
- Record of the Year
  - "It's Too Late" - Carole King (uitvoerende), Lou Adler (producer)
- Album of the Year
  - Tapestry - Carole King (uitvoerende), Lou Adler (producer)
- Song of the Year
  - Carole King (componist/uitvoerende) voor "You've Got A Friend"
- Best New Artist
  - Carly Simon

### Pop
- Best Pop Vocal Performance (zangeres)
  - "Tapestry" - Carole King
- Best Pop Vocal Performance (zanger)
  - "You've Got A Friend" - James Taylor
- Best Pop Vocal Performance (duo/groep)
  - "The Carpenters" - The Carpenters
- Best Pop Instrumental Performance
  - "Smackwater Jack" - Quincy Jones

### Country
- Best Country Vocal Performance (zangeres)
  - "Help Me Make It Through The Night" - Sammi Smith
- Best Country Vocal Performance (zanger)
  - "When You're Hot, You're Hot" - Jerry Reed
- Best Country Vocal Performance (duo/groep)
  - "After The Fire Is Gone" - Conway Twitty & Loretta Lynn
- Best Country Instrumental Performance
  - "Snowbird" - Chet Atkins
- Best Country Song
  - Kris Kristofferson (componist) voor "Help Me Make It Through The Night"

### R&B
- Best R&B Vocal Performance (zangeres)
  - "Bridge Over Troubled Water" - Aretha Franklin
- Best R&B Vocal Performance (zanger)
  - "A Natural Man" - Lou Rawls
- Best R&B Vocal Performance (duo/groep)
  - "Proud Mary" - Ike & Tina Turner
- Best R&B Song
  - Bill Withers (componist) voor "Ain't No Sunshine"

### Folk
- Best Ethnic or Traditional Recording
  - "They Call Me Muddy Waters" - Muddy Waters

### Gospel
- Best Gospel Performance
  - "Let Me Live" - Charley Pride
- Best Soul Gospel Performance
  - "Put Your Hand in the Hand of the Man From Galilee" - Shirley Caesar
- Best Sacred Performance (Beste religieuze uitvoering)
  - "Did You Think To Pray" - Charley Pride

### Jazz
- Best Jazz Performance (solist)
  - "The Bill Evans Album" - Bill Evans
- Best Jazz Performance (groep)
  - "The Bill Evans Album" - The Bill Evans Trio
- Best Jazz Performance (big band)
  - "New Orleans Suite" - Duke Ellington

### Klassieke muziek
Vetgedrukte namen ontvingen een Grammy. Overige uitvoerenden, zoals orkesten, solisten e.d., die niet in aanmerking kwamen voor een Grammy, staan in kleine letters vermeld.
- Best Classical Performance (orkest)
  - "Mahler: Symphony No.1 in D" - Carlo Maria Giulini (dirigent)
  - Chicago Symphony Orchestra
- Best Classical Performance (vocaal solist)
  - "Leontyne Price sings Robert Schumann" - Leontyne Price (soliste)
- Best Opera Recording
  - "Verdi: Aïda" - Erich Leinsdorf (dirigent); Richard Mohr (producer)
  - Grace Bumbry, Plácido Domingo, Sherrill Milnes, Leontyne Price, Ruggero Raimondi (solisten); John Aldis Choir & London Symphony Orchestra
- Best Choral Performance (Beste uitvoering van een koor)
  - "Berlioz: Requiem" - Colin Davis (dirigent); Arthur Oldman & Russell Burgess (koordirigenten)
  - Wandsworth School Boys Choir & London Symphony Orchestra & Chorus
- Best Classical Performance (instrumentale solist met orkestbegeleiding)
  - "Villa-Lobos: Concerto for Guitar" - Julian Bream (solist)
  - Andre Previn (dirigent); London Symphony Orchestra
- Best Classical Performance (instrumentale solist zonder orkestbegeleiding)
  - "Horowitz Plays Rachmaninoff (Etudes-Tableaux Piano Music; Sonatas)" - Vladimir Horowitz
- Best Chamber Music Performance (Beste kamermuziek)
  - "Debussy: Quartet In G Minor/Ravel: Quartet In F" - Juilliard String Quartet
- Classical Album of the Year
  - "Horowitz Plays Rachmaninoff (Etudes-Tableaux Piano Music; Sonatas)" - Vladimir Horowitz (solist); Thomas Frost & Richard Killough (producers)

### Comedy
- Best Comedy Recording
  - "This Is A Recording" - Lily Tomlin

### Composing & Arranging (Compositie & Arrangementen)
- Best Instrumental Composition
  - "Theme From Summer of '42" - Michel Legrand
- Best Original Score Written for a Motion Picture or TV Special (Beste muziek geschreven voor film of tv-programma)
  - "Shaft" - Isaac Hayes
- Best Instrumental Arrangement
  - "Theme from Shaft" - Isaac Hayes & Johnny Allen (arrangeurs)
- Best Arrangement Accompanying Vocalist(s) (Beste arrangement voor opname met zang)
  - Paul McCartney (arrangeur) voor "Uncle Albert/Admiral Halsey" (uitvoerenden: Paul & Linda McCartney)

### Kinderrepertoire
- Best Recording for Children
  - "Bill Cosby Talks to Kids About Drugs" - Bill Cosby

### Musical
- Best Score From an Original Cast Album (Beste muziek uit een musical, uitgevoerd door de originele cast)
  - Stephen Schwartz (componist) voor "Godspell"

### Hoezen
- Best Album Cover
  - Dean O. Torrence (ontwerper) & Gene Brownell (fotograaf) voor "Pollution" (uitvoerende: Pollution)
- Best Liner Notes (Beste hoestekst)
  - Sam Samudio voor "Sam, Hard and Heavy" (uitvoerende: Sam Samudio)

### Production & Engineering (Productie & Techniek)
- Best Engineered Recording (Non-Classical) (Beste techniek op een niet-klassiek album)
  - Henry Bush, Ron Capone & Dave Purple (technici) voor "Theme from Shaft" (uitvoerende: Isaac Hayes)
- Best Engineered Recording (Classical) (Beste techniek op een klassiek album)
  - Vittorio Negri (technicus) voor "Berlioz: Requiem" (uitvoerenden: The Wandsworth School Boys Choir & London Symphony Orchestra o.l.v. Colin Davis)

### Gesproken Woord
- Best Spoken Word Recording
  - "Why I am Opposed to the War in Vietnam" - Martin Luther King